# Leicester City FC
Leicester City FC is een Engelse voetbalclub, opgericht in 1884 en spelend in de EFL Championship. De club speelt zijn thuiswedstrijden in het King Power Stadium (voorheen Walkers Stadium) in Leicester. Op 2 mei 2016 werd de club voor het eerst kampioen van Engeland.

## Geschiedenis
De club werd opgericht onder de naam Leicester Fosse, omdat deze op een veld speelde aan de Fosse Road. In 1890 voegde de club zich bij de Football Association en vier jaar later werd de club toegelaten tot de Football League Second Division. Vanaf 1891 speelde de club zijn thuiswedstrijden op Filbert Street. In 1908 eindigde de club als tweede in de tweede divisie, waarmee de club voor het eerst naar de Football League First Division promoveerde. Het jaar daarop degradeerde de club echter weer. 
Door financiële problemen werd Leicester Fosse in 1919 opgeheven maar vervolgens herdoopt tot Leicester City Football Club. Sindsdien speelde de club afwisselend op het hoogste niveau en in de Football League Second Division.
In 1949 behaalde de club voor het eerst de FA Cup-finale, waarin met 3-1 verloren werd van Wolverhampton Wanderers. De finale werd vervolgens ook gehaald in 1961 (2-0 nederlaag tegen Tottenham Hotspur), 1963 (3-1 nederlaag tegen Manchester United) en 1969 (1-0 tegen Manchester City). Leicester was als club recordhouder van het spelen van meeste FA Cup-finales zonder een editie te winnen.
Vanwege Europese verplichtingen van landskampioen Arsenal werd in 1971 Leicester (als Football League Second Division-kampioen) uitgenodigd om te spelen tegen FA Cup-finalist Liverpool om de FA Charity Shield. Leicester won met 1–0. Jimmy Bloomfield werd hoofdtrainer voor het nieuwe seizoen en Leicester bleef op het hoogste niveau spelen tot 1978, toen het onder leiding van Frank McLintock degradeerde. Sindsdien heeft Leicester het niet kunnen presteren om zo lang op het hoogste niveau te blijven. In 1973/74 haalde Leicester de halve finales van de FA Cup, waar ze in de return van Liverpool verloor.
In het seizoen 1990/91 werd op de laatste speeldag ternauwernood degradatie naar de Football League Third Division voorkomen. In de volgende drie seizoenen werd de play-off-finale behaald, maar pas de derde keer wist Leicester ook weer promotie naar de Premier League af te dwingen. De club degradeerde het jaar daarna meteen weer. In het seizoen 1995/96 werd weer promotie afgedwongen en de club wist een stabiele factor in de hoogste divisie te worden. Onder leiding van trainer Martin O'Neill won de club de EFL Cup in 1997 door in de finale over twee wedstrijden af te rekenen met Middlesbrough. Op de 1-1 in de eerste wedstrijd volgde een 1-0 overwinning. Het winnende doelpunt kwam in de verlenging op naam van Steve Claridge.
Na een verlies in de kwartfinale van de FA Cup in seizoen 2000/01 werden echter negen van de laatste tien competitiewedstrijden verloren, waardoor de kans op Europees voetbal verkeken. Ook het volgende seizoen werd slecht begonnen. Het seizoen 2002/03 zou weer in de Football League First Division worden gespeeld.
De club speelde wel in een nieuw stadion. Filbert Street werd na 111 jaar afgebroken. Juist door het nieuwe stadion en de degradatie (en de daarbij horende verminderde inkomsten) kreeg de club te maken met grote schulden. Trainer Micky Adams mocht geen aankopen doen, totdat in februari 2003 een consortium onder leiding van oud-speler Gary Lineker Leicester overnam. De club promoveerde, maar in seizoen 2003/04 wist de club de degradatie weer niet te ontlopen, waardoor 2004/05 in de Football League Championship werd gespeeld. De club eindigde onder de nieuwe trainer, Craig Levein, als vijftiende.
Op 13 februari 2007 nam voormalig Portsmouth voorzitter Milan Mandarić Leicester over. Hij bleef voorzitter van de club tot eind 2010. In die tijd kreeg de club zeven verschillende hoofdtrainers, exclusief 'caretakers'. In 2008 degradeerde de club voor het eerst in de geschiedenis naar de Football League One, maar kon als kampioen na één seizoen terugkeren.
In augustus 2010, na het afsluiten van een driejarige shirtsponsor-deal met de King Power Group, verkocht Mandaric de club aan Thai Asian Football Investments (AFI). De club kwam nu in handen van de Thaise miljardair Vichai Srivaddhanaprabha. In oktober 2010, na een slechte start met maar een overwinning uit negen competitiewedstrijden, werd hoofdtrainer Paulo Sousa ontslagen en opgevolgd door Sven-Göran Eriksson. Op 10 februari 2011 werd Vichai Raksriaksorn voorzitter van de club nadat Mandaric in november 2010 vertrok om Sheffield Wednesday over te nemen. De club was een van de favorieten om te promoveren in het seizoen 2011/12, maar stelde teleur en eindigde slechts als negende. Een jaar later werd de zesde plaats behaald en speelden The Foxes (de bijnaam van Leicester) de eindronde, waarin verloren werd van Watford. In 2014 werd de club onder leiding van trainer Nigel Pearson overtuigend kampioen van de Championship met 102 punten. Een van de smaakmakers was de van RSC Anderlecht overgekomen Marcin Wasilewski. Leicester verzekerde zich van promotie op 5 april 2014, toen zowel nummer vier, Derby County (1-0 tegen Middlesbrough), als nummer drie, Queens Park Rangers (2-1 tegen Bournemouth), onderuit ging. Daardoor bleef het gat tot Leicester van die ploegen respectievelijk negentien en twintig punten. Die afstand was daarmee onoverbrugbaar, met nog zes duels te spelen.
In het seizoen 2014/15 eindigde Leicester zes punten boven de degradatiestreep. Het seizoen daarna kroonde de club zich voor het eerst in de clubhistorie tot kampioen van de Premier League. De Britse pers verkoos dat jaar Jamie Vardy daarnaast tot beste speler van het seizoen en de spelersvakbond (PFA) Riyad Mahrez.
Op 27 oktober 2018 kwam eigenaar Vichai Srivaddhanaprabha om het leven toen zijn helikopter kort na het opstijgen in de buurt van het stadion crashte.
Op 15 mei 2021 wist Leicester City voor het eerst in de geschiedenis beslag te leggen op de FA Cup. In de finale werd Chelsea met 1–0 verslagen. Het enige doelpunt werd gescoord door Youri Tielemans.
Het seizoen 2022/23 verliep slecht; de club versleet 3 managers en verloor 22 van de 38 league-wedstrijden. Degradatie naar de EFL Championship volgde.
Op 29 april 2024 verzekerde Leicester zich naast promotie naar de Premier League ook van de titel in de Championship, het tweede niveau van Engeland. De ploeg van de Italiaanse trainer Enzo Maresca won die dag met 3-0 bij Preston North End - mede dankzij twee treffers van spits Jamie Vardy - en was met 97 punten niet meer in te halen door directe concurrenten Leeds United en Ipswich Town, die op 90 punten stonden. In de FA Cup reikten The Foxes tot de kwartfinale, nadat in de voorgaande ronde verrassend werd gewonnen van het een divisie hoger spelende AFC Bournemouth. In de League Cup bleek Liverpool FC in de derde ronde te sterk.
Na de promotie werd Enzo Maresca op 3 juni 2024 door Chelsea gecontracteerd als manager, voorafgaand aan de start van het Premier League-seizoen 2024/25. Leicester stelde op 20 juni Steve Cooper aan als zijn vervanger. Op 25 november werd Cooper ontslagen door Leicester. De club stond toen 16e, twee punten boven de degradatiestreep, na een reeks van vijf wedstrijden zonder overwinning. Vijf dagen later stelde Leicester City Ruud van Nistelrooy aan als coach, nadat hij eerder interim-manager was geweest bij Manchester United. Van Nistelrooy wist het tij niet te keren en in april 2025 degradeerde Leicester City uit de Premier League na een nederlaag tegen het Liverpool van Arne Slot.

## Erelijst
| Competitie                                                     | Aantal | Jaren                                          |
| -------------------------------------------------------------- | ------ | ---------------------------------------------- |
| Premier League                                                 | 1x     | 2016                                           |
| FA Cup                                                         | 1x     | 2021                                           |
| Football League Cup                                            | 3x     | 1964, 1997, 2000                               |
| FA Charity Shield / FA Community Shield                        | 2x     | 1971, 2021                                     |
| Football League Second Division / Football League Championship | 8x     | 1925, 1937, 1954, 1957, 1971, 1980, 2014, 2024 |
| Football League One                                            | 1x     | 2009                                           |

## Eerste Elftal

### Selectie
| Nr.           | Naam                 | Sinds      | Contract   | Vorige club             |
| Doelmannen    | Doelmannen           | Doelmannen | Doelmannen | Doelmannen              |
| ------------- | -------------------- | ---------- | ---------- | ----------------------- |
| 1             | Danny Ward           | 2018       | 2025       | Liverpool               |
| 30            | Mads Hermansen       | 2023       | 2028       | Brøndby                 |
| 31            | Daniel Iversen       | 2020       | 2025       |                         |
| 41            | Jakub Stolarczyk     | 2023       | 2026       |                         |
| Verdedigers   |                      |            |            |                         |
| 2             | James Justin         | 2019       | 2026       | Luton Town              |
| 3             | Wout Faes            | 2022       | 2027       | Stade Reims             |
| 4             | Conor Coady          | 2023       | 2026       | Wolverhampton Wanderers |
| 5             | Caleb Okoli          | 2024       | 2029       | Atalanta                |
| 16            | Victor Kristiansen   | 2023       | 2028       | Kopenhagen              |
| 21            | Ricardo Pereira      | 2018       | 2026       | Porto                   |
| 23            | Jannik Vestergaard   | 2021       | 2027       | Southampton             |
| 33            | Luke Thomas          | 2020       |            |                         |
| Middenvelders |                      |            |            |                         |
| 6             | Wilfred Ndidi        | 2017       | 2027       | Genk                    |
| 8             | Harry Winks          | 2023       | 2026       | Tottenham Hotspur       |
| 11            | Bilal El Khannouss   | 2024       | 2028       | Genk                    |
| 17            | Hamza Choudhury      | 2018       | 2027       |                         |
| 22            | Oliver Skipp         | 2024       | 2029       | Tottenham Hotspur       |
| 24            | Boubakary Soumaré    | 2021       | 2026       | Lille                   |
| 34            | Michael Golding      | 2024       | 2028       | Chelsea                 |
| 40            | Facundo Buonanotte   | 2024       | 2025       | Brighton & Hove Albion  |
| Aanvallers    |                      |            |            |                         |
| 7             | Issahaku Fatawu      | 2023       | 2029       | Sporting CP             |
| 9             | Jamie Vardy          | 2012       | 2025       | Fleetwood Town          |
| 10            | Stephy Mavididi      | 2023       | 2028       | Montpellier             |
| 14            | Bobby Decordova-Reid | 2024       | 2027       | Fulham                  |
| 18            | Jordan Ayew          | 2024       | 2026       | Crystal Palace          |
| 20            | Patson Daka          | 2021       | 2026       | Red Bull Salzburg       |
| 35            | Kasey McAteer        | 2023       | 2025       |                         |

Laatste update: 30 augustus 2024

### Staf
| Functie            | Naam                 | Sinds | Contract | Vorige club          |
| ------------------ | -------------------- | ----- | -------- | -------------------- |
| Hoofdtrainer       | Ruud van Nistelrooij | 2024  | 2027     | Manchester United    |
| Assistent-trainers | Ben Dawson           | 2024  |          | Newcastle United –19 |
| Assistent-trainers | Andrew Hughes        | 2024  |          | Norwich City         |
| Assistent-trainers | Jelle ten Rouwelaar  | 2024  |          | Manchester United    |
| Keeperstrainer     | Danny Alcock         | 2024  |          | Nottingham Forest    |

Laatste update: 3 december 2024

## Overzichtlijsten

### Eindklasseringen sinds 1947
- 1947 9e
Second Division
- 1948 9e
Second Division
- 1949 19e
Second Division
- 1950 15e
Second Division
- 1951 14e
Second Division
- 1952 5e
Second Division
- 1953 5e
Second Division
- 1954 1e
Second Division
- 1955 21e
First Division
- 1956 5e
Second Division
- 1957 1e
Second Division
- 1958 18e
First Division
- 1959 19e
First Division
- 1960 12e
First Division
- 1961 6e
First Division
- 1962 14e
First Division
- 1963 4e
First Division
- 1964 11e
First Division
- 1965 18e
First Division
- 1966 7e
First Division
- 1967 8e
First Division
- 1968 13e
First Division
- 1969 21e
First Division
- 1970 3e
Second Division
- 1971 1e
Second Division
- 1972 12e
First Division
- 1973 16e
First Division
- 1974 9e
First Division
- 1975 18e
First Division
- 1976 7e
First Division
- 1977 11e
First Division
- 1978 22e
First Division
- 1979 17e
Second Division
- 1980 1e
Second Division
- 1981 21e
First Division
- 1982 8e
Second Division
- 1983 3e
Second Division
- 1984 15e
First Division
- 1985 15e
First Division
- 1986 19e
First Division
- 1987 20e
First Division
- 1988 13e
Second Division
- 1989 15e
Second Division
- 1990 13e
Second Division
- 1991 22e
Second Division
- 1992 4e
Second Division
- 1993 6e
First Division
- 1994 4e
First Division
- 1995 21e
Premier League
- 1996 5e
First Division
- 1997 9e
Premier League
- 1998 10e
Premier League
- 1999 10e
Premier League
- 2000 8e
Premier League
- 2001 13e
Premier League
- 2002 20e
Premier League
- 2003 2e
First Division
- 2004 18e
Premier League
- 2005 15e
Championship
- 2006 16e
Championship
- 2007 19e
Championship
- 2008 22e
Championship
- 2009 1e
League One
- 2010 5e
Championship
- 2011 10e
Championship
- 2012 9e
Championship
- 2013 6e
Championship
- 2014 1e
Championship
- 2015 14e
Premier League
- 2016 1e
Premier League
- 2017 12e
Premier League
- 2018 9e
Premier League
- 2019 9e
Premier League
- 2020 5e
Premier League
- 2021 5e
Premier League
- 2022 8e
Premier League
- 2023 18e
Premier League
- 2024 1e
Championship
- 2025 18e
Premier League

- First Division
- Second Division
- Premier League
- Championship
- League One

ⓘ In 1992 invoering van de Premier League en opheffing van de Fourth Division; in 2004 opheffing van de First, Second en Third Division.

### Seizoensresultaten vanaf 2000
| Seizoen | Competitie       | Niveau | Eindstand | Tsch   | FA Cup      | Uitgeschakeld door:                 | Opmerking                                                              |
| ------- | ---------------- | ------ | --------- | ------ | ----------- | ----------------------------------- | ---------------------------------------------------------------------- |
| 1999/00 | Premier League   | I      | 8         | 19.827 | 8e finale   | Chelsea FC: 1-2 (U)                 |                                                                        |
| 2000/01 | Premier League   | I      | 13        | 20.452 | kwartfinale | Wycombe Wanderers FC: 1-2 (T)       |                                                                        |
| 2001/02 | Premier League   | I      | 20        | 19.835 | 4e ronde    | West Bromwich Albion FC: 0-1 (U)    |                                                                        |
| 2002/03 | First Division   | II     | 2         | 29.231 | 4e ronde    | Wolverhampton Wanderers FC: 1-4 (U) |                                                                        |
| 2003/04 | Premier League   | I      | 18        | 30.983 | 3e ronde R  | Manchester City FC: 1-3 (T)         |                                                                        |
| 2004/05 | EFL Championship | II     | 15        | 24.137 | kwartfinale | Blackburn Rovers FC: 0-1 (U)        |                                                                        |
| 2005/06 | EFL Championship | II     | 16        | 22.234 | 4e ronde    | Southampton FC 0-1 (T)              |                                                                        |
| 2006/07 | EFL Championship | II     | 19        | 23.206 | 3e ronde R  | Fulham FC: 3-4 (U)                  |                                                                        |
| 2007/08 | EFL Championship | II     | 20        | 23.509 | 3e ronde    | Southampton FC: 0-2 (U)             |                                                                        |
| 2008/09 | EFL League One   | III    | 1         | 20.253 | 3e ronde R  | Crystal Palace FC: 1-2 (U)          |                                                                        |
| 2009/10 | EFL Championship | II     | 5         | 23.943 | 4e ronde    | Cardiff City FC: 2-4 (U)            | halve finale promotie play-offs > Cardiff City FC 0-1 / 3-2 (3-4 n.s.) |
| 2010/11 | EFL Championship | II     | 10        | 23.666 | 3e ronde    | Manchester City FC: 2-4 (U)         |                                                                        |
| 2011/12 | EFL Championship | II     | 9         | 23.037 | kwartfinale | Chelsea FC: 2-5 (U)                 |                                                                        |
| 2012/13 | EFL Championship | II     | 6         | 22.054 | 4e ronde R  | Huddersfield Town FC: 1-2 (T)       |                                                                        |
| 2013/14 | EFL Championship | II     | 1         | 24.995 | 3e ronde    | Stoke City FC: 1-2 (U)              |                                                                        |
| 2014/15 | Premier League   | I      | 14        | 31.693 | 8e finale   | Aston Villa FC: 1-2 (U)             |                                                                        |
| 2015/16 | Premier League   | I      |           | 32.021 | 3e ronde R  | Tottenham Hotspur FC: 0-2 (T)       |                                                                        |
| 2016/17 | Premier League   | I      | 12        | 31.893 | 8e finale   | Millwall FC: 0-1 (U)                | FA Community Shield > Manchester United FC: 1-2                        |
| 2017/18 | Premier League   | I      | 9         | 31.583 | kwartfinale | Chelsea FC: 1-2 n.v. (T)            |                                                                        |
| 2018/19 | Premier League   | I      | 9         | 31.851 | 3e ronde    | Newport County FC: 1-2 (U)          |                                                                        |
| 2019/20 | Premier League   | I      | 5         | 25.312 | kwartfinale | Chelsea FC: 0-1 (T)                 | League-topscorer: Jamie Vardy (23)                                     |
| 2020/21 | Premier League   | I      | 5         | --     | Winnaar     | Chelsea FC: 1-0                     |                                                                        |
| 2021/22 | Premier League   | I      | 8         | 32.061 | 4e ronde    | Nottingham Forest FC: 1-4 (U)       |                                                                        |
| 2022/23 | Premier League   | I      | 18        | 31.887 | 8e finale   | Blackburn Rovers FC: 1-2 (T)        |                                                                        |
| 2023/24 | EFL Championship | II     | 1         | 31.238 | kwartfinale | Chelsea FC: 2-4 (U)                 |                                                                        |
| 2024/25 | Premier League   | I      | 18        | 31.448 | 4e ronde    | Manchester United FC: 1-2 (U)       |                                                                        |

### In Europa
Leicester City speelt sinds 1961 in diverse Europese competities. Hieronder staan de competities en in welke seizoenen de club deelnam.
- UEFA Champions League (1x)

2016/17
- UEFA Cup / UEFA Europa League (4x)

1997/98, 2000/01, 2020/21, 2021/22
- Europacup II (1x)

1961/62
- UEFA Conference League (1x)

2021/22
Bijzonderheden Europese competities:
| Bijzonderheid                 | Datum      | Tegenstander | Uitslag | Plaats    | Naam              | Aantal |
| ----------------------------- | ---------- | ------------ | ------- | --------- | ----------------- | ------ |
| Hoogste overwinning           | 05-11-2020 | SC Braga     | 0-4     | Leicester |                   |        |
| Hoogste nederlaag             | 07-12-2016 | FC Porto     | 5–0     | Porto     |                   |        |
| Speler met meeste wedstrijden | 05-05-2022 |              |         |           | Kasper Schmeichel | 28     |
| Speler met meeste doelpunten  | 17-02-2022 |              |         |           | Patson Daka       | 7      |

## Bekende (oud-)Foxes

### Spelers
- Patrick van Aanholt
- Ben Alnwick
- Gordon Banks
- Harvey Barnes
- Ryan Bertrand
- Jeffrey Bruma
- Esteban Cambiasso
- Timothy Castagne
- David Connolly
- Danny Drinkwater
- Jonny Evans
- Emile Heskey
- Harry Kane
- N'Golo Kanté
- Anthony Knockaert
- Andrej Kramarić
- Neil Lennon
- Gary Lineker
- Jesse Lingard
- James Maddison
- Harry Maguire
- Riyad Mahrez
- Roberto Mancini
- Dennis Praet
- Don Revie
- Kasper Schmeichel
- David Stockdale
- Youri Tielemans
- Jamie Vardy
- Steve Walsh

### Trainers
- Steve Cooper
- Sven-Göran Eriksson
- Paul Franklin
- Ian Holloway
- Enzo Maresca
- Ruud van Nistelrooij
- Nigel Pearson
- David Pleat
- Claude Puel
- Claudio Ranieri
- Brendan Rodgers
- Dean Smith